# Саллюстіано

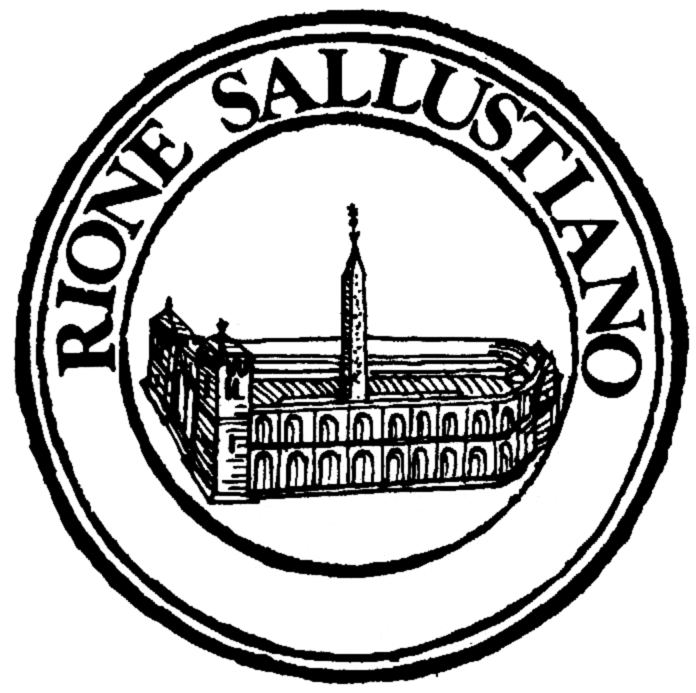
Герб Саллюстіано

Саллюстіано (італ. Sallustiano) — XVII район (ріоне) в Римі. Знаходиться на півночі від Квіринала.

## Історія
В античні часи простягалися тут сади сімей Лукулла та Салюстуса. З 1887 року місто заклало тут новий район.